# Cléber Monteiro de Oliveira
Cléber Monteiro de Oliveira (* 23. Mai 1980 in Belo Horizonte) ist ein ehemaliger brasilianischer Fußballspieler.

## Karriere
Monteiro begann seine Karriere bei Cruzeiro Belo Horizonte, den er 2003 Richtung Nacional Funchal verließ. In seiner ersten Saison wurde der Verein Elfter der höchsten portugiesischen Spielklasse. Mit Platz vier 2003/04 konnte man sich für den UEFA-Cup im darauffolgenden Jahr qualifizieren. Sein Debüt auf europäischer Klubebene gab der zentrale Mittelfeldspieler am 16. September 2004 gegen den Vertreter aus Spanien FC Sevilla in der ersten Runde. Das Hinspiel in Sevilla wurde 0:2 verloren. Monteiro sah eine gelbe Karte. Man schied im Endeffekt aus. In dieser Saison wurde man in der Meisterschaft enttäuschender Zwölfter. Monteiro war in den folgenden Saisonen Stammspieler und mit Platz vier 2008/09 konnte der Erfolg von 2004 wiederholt werden.

## Erfolge
Cruzeiro
- Copa Sul-Minas: 2001
- Copa do Brasil: 2000, 2003
- Campeonato Brasileiro de Futebol: 2003